# Shahrestān di Kerman
Lo shahrestān di Kerman (in persiano شهرستان کرمان) è uno dei 23 shahrestān della provincia di Kerman.
Il capoluogo è Kerman ed è suddiviso in 6 circoscrizioni (bakhsh): 
- Centrale (بخش مرکزی)
- Shadad (بخش شهداد), con la città di Shahdad.
- Golbaf (بخش گلباف), con la città di Golbaf.
- Mahan (بخش ماهان), con la città di Mahan.
- Rayen (بخش راین), con la città di Rayen.
- Chatrud (بخش چترود), con la città di Chatrud.

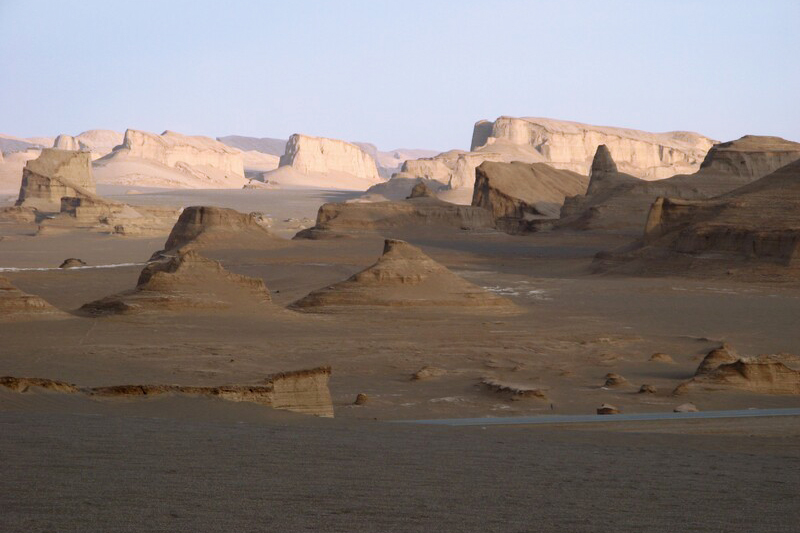
I "castelli di sabbia" del deserto Dasht-e Lut a nord-est di Kerman

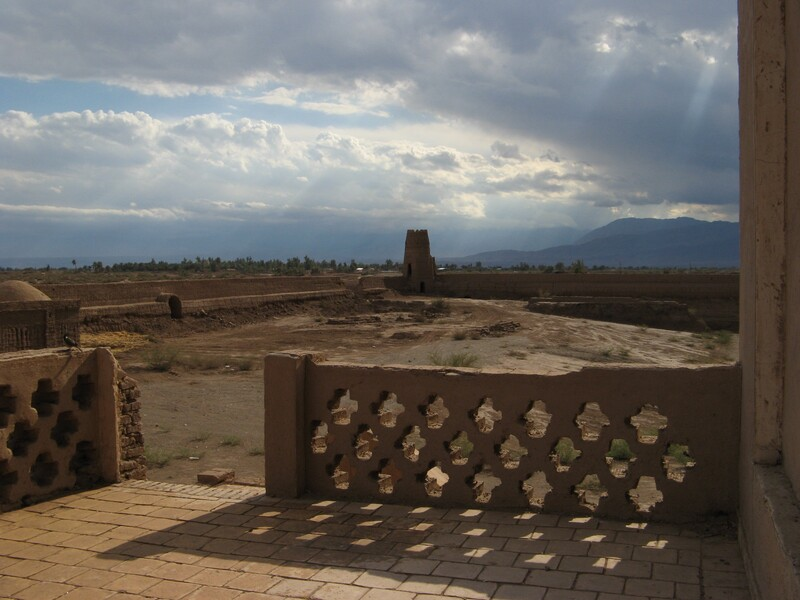
Il caravanserraglio selgiuchide di Shafi Abad, a nord di Shadad, nello shahrestān di Kerman.